# Uczelnie w Gruzji
W Gruzji do roku 2004 system edukacyjny i weryfikacyjny był skażony procederem korupcyjnym. Każda uczelnia przeprowadzała egzaminy wstępne na własnych zasadach, a w komisjach egzaminacyjnych zasiadali wykładowcy obecni na egzaminach ustnych i pisemnych. Egzaminatorzy udzielali prywatne lekcje kandydatom, co było jednym ze sposobów na dostanie się na uczelnię. Innym sposobem było wręczenie łapówki komisji egzaminacyjnej przed egzaminem. W obu przypadkach kandydatom zadawano podczas egzaminu wcześniej ustalone pytania lub informowano ich o tematach egzaminów pisemnych.
W 2004 roku została przyjęta przez parlament ustawa o edukacji wyższej, która m.in. wprowadziła zunifikowane egzaminy wstępne (Unified Admissions Exam, UAE), nad którymi czuwa niezależny organ – Narodowe Centrum Oceniania i Egzaminowania (National Assessment and Examinations Centre – NAEC).
W Gruzji działają następujące uczelnie:
Uczelnie państwowe:
- Uniwersytet im. Ilii Czawczawadze (Tbilisi)
- Uniwersytet w Tbilisi im. Iwane Dżawachiszwili
- Uniwersytet w Gori
- Uniwersytet w Batumi im. Szoty Rustaweli
- Uniwersytet w Kutaisi im. Akaki Cereteli (Kutaisi)
- Uniwersytet w Telawi im. Jakoba Gogebaszwili

- Akademia Ekonomiczna w Tbilisi
- Akademia Medyczna w Tbilisi
- Państwowa Akademia Rolnicza w Tbilisi
- Akademia Sztuk Pięknych w Tbilisi im. Apolona Kutateladze
- Państwowe Konserwatorium Muzyczne w Tbilisi im. Wano Saradżiszwili
- Państwowa Akademia Teatralna i Filmowa w Tbilisi im. Szoty Rustaweli
- Akademia Wychowania Fizycznego w Tbilisi
- Państwowa Akademia Morska w Batumi
- Gruzińska Państwowa Akademia Rolnicza w Kutaisi (Kutaisi)

Prywatne uczelnie:
- Uniwersytet w Tbilisi im. Dawida Agmaszenebeli
- Uniwersytet Grigola Robakidze
- Międzynarodowy Uniwersytet Morza Czarnego
- Gruziński Uniwersytet Nauk Społecznych
- Gruziński Instytut Prawa i Ekonomii
- Uniwersytet Kaukaski
- Gruzińsko-Francuska Szkoła Edukacji Wyższej „ESM-Tbilisi”
- Uniwersytet Gruzińsko-Amerykański
- Gruzińsko-Brytyjski Międzynarodowy Uniwersytet Prawa, Ekonomii i Marketingu
- Uniwersytet Obywatelski w Tbilisi „Metekhi”
- Uniwersytet w Tbilisi
- Gruzińskie Stowarzyszenie Kontaktów z Krajami Arabskimi – Instytut Azji i Afryki w Tbilisi
- Uniwersytet Obywatelski „Rvali”
- Uniwersytet Prawa i Ekonomii w Kutaisi
- Niezależny Uniwersytet w Zugdidi
- Uniwersytet Medyczny „Hipokrate” w Tbilisi
- Akademia Medyczna w Tbilisi im. Petra Szotadze
- Akademia medyczna „Aieti”
- Gruziński Instytut Dentystyczny
- Uniwersytet Medyczny w Kutaisi
- Uniwersytet Lotniczy w Tbilisi